# Iván Sánchez (atleta)
Iván Sánchez Díez (Vitoria, Álava, 27 de febrero de 1975) es un deportista español practicante de atletismo, especializado en fondo y campo a través, retirado en 2004 después de catorce años en el atletismo de élite. Este atleta internacional consiguió grandes logros deportivos compitiendo tanto con la selección española como también con los clubes de los que fue miembro. Fue seis veces campeón del País Vasco de Campo a través largo y dos veces campeón del País Vasco de cross corto y seis veces internacional en categoría absoluta en tres Campeonatos del Mundo, un Campeonato de Europa, un Campeonato Iberoamericano, y un Encuentro Internacional.

## Inicios
Iván nació en Vitoria, País Vasco, y ha vivido casi toda su vida en esta ciudad. Ha sido un gran amante del deporte desde muy pequeño, siendo practicante de natación y vela a nivel competitivo de los 7 a los 15 años en el Club Náutico Vitoria. En vela representó a la Federación Vasca en los Campeonatos de España de Infantiles en Clase Optimist en 1989, en donde consiguió el tercer puesto. En 1990, fue vencedor en la clase A de la cuarta prueba de la Liga Infantil de Invierno en la modalidad Optimist. Con esta victoria, Iván se perfilaba como uno de los candidatos con más posibilidades de representar al País Vasco en la vela infantil. También ha sido practicante habitual de windsurf desde los 13 a los 18 años, edad en la que inició su especialización deportiva en atletismo. Iván nunca pensó que podía llegar a un nivel alto dentro del atletismo, y casi por casualidad, porque ganaba corriendo al resto de sus compañeros de natación, se decidió a cambiar.

### Año 1990
Iván comenzó corriendo con el Aurrera Vital Kutxa. En noviembre, participó en el Cross Ramón Bajo en la categoría de cadete, clasificándose como vencedor de los 2600 metros. También participó en el XIII Cross Pío Baroja que reunió a más de trescientos escolares y triunfó con un tiempo de 17:45 en el sprint de cadete masculino.

### Año 1991
En febrero, corrió en 3000 metros en el Campeonato del País Vasco Cadete clasificándose tercero. En marzo, Iván ocupó el primer puesto del Campeonato de Álava y del Memorial del Campo como cadete masculino también en 3000 metros.

### Año 1994
En 1994 inició la carrera de Ciencias de las Actividades Físicas y el Deporte en el Instituto Vasco de Educación Física (IVEF) de la Universidad del País Vasco, pero supo compaginar a la perfección los estudios con la práctica deportiva. Durante este año fue internacional con la selección en categoría júnior en dos ocasiones. Fue primero en el Cross Internacional Amadora (Portugal) el 16 de enero y quedó en el puesto cuarenta y uno en el Campeonato del Mundo de Cross, en Budapest el 26 de marzo.

### Año 1995
En enero, Iván venció con comodidad en el Cross Universitario. La prueba masculina contó con treinta y seis atletas de los tres campus del País Vasco a la vez completó el recorrido en un tiempo de 20:32. En febrero, Iván compitió en el Campeonato del País Vasco de Cross y se clasificó en el primer puesto de la categoría promesas con 36:45. En marzo de ese mismo año, el fondista alavés logró un nuevo récord de Álava de la categoría promesas en la distancia de 10 000 metros lisos al cubrir el recorrido en 29:38, superando al entonces campeón del País Vasco de cross, Kamel Ziani, convirtiéndose su marca en la mejor del año en su categoría. En mayo, se disputó la X edición del Cross Popular de Primavera y el atleta Iván Sánchez llegaba a la meta en un tiempo de 44:17. En noviembre Iván se clasificó en duodécimo lugar en el Cross Ciudad de Soria, este puesto cobraba especial importancia al tratarse de una prueba en la que participaron algunos de los mejores atletas españoles, Manuel Pancorbo y Abel Antón.

## Carrera deportiva

### Año 1996
En 1996, Iván Sánchez ya había consagrado su carrera profesional como deportista de alto rendimiento en atletismo. El atleta alavés confirmó su buen momento de forma con el primer puesto en la categoría promesa en el Cross Internacional de Ulía que tuvo lugar en San Sebastián en enero. También consiguió una meritoria decimotercera posición en la prueba absoluta. En febrero, en el Cross de Álava, la prueba sénior masculina se disputó en un circuito de 9500 metros, e Iván quedó en segunda posición completando el recorrido en 30:13. El 11 de febrero se proclamó campeón del País Vasco de cross en categoría promesas. En esta carrera Iván comenzó con una salida muy rápida, esto fue algo atípico en su forma de correr, ya que se distinguía por la potente progresión que realizaba en las segundas partes de las carreras. Con este triunfo, el joven atleta de 20 años se convirtió en el sustituto natural de Martín Fiz como número uno de Álava en el campo a través. En el Campeonato de España de Cross disputado en marzo contribuyó a definir el séptimo puesto del País Vasco por comunidades clasificándose en decimoséptima posición y anotándose la medalla de plata entre las promesas. En ese mismo mes Iván se clasificó tercero en el Campeonato de España Universitario de campo a través disputado en Sabadell, por lo que fue convocado para el Mundial de Cross Universitario de Lisboa el 31 de marzo. En dicho mundial Iván se clasificó en la trigésima segunda posición. También obtuvo una meritoria participación en la I Milla Internacional de Burgos en mayo ya que en una excelente carrera aguantó los ataques de los mejores especialistas del país, como Fermín Cacho, que ganó con un tiempo de 4:19, concluyendo finalmente Iván en octava posición, a tan solo siete segundos del vencedor. También en mayo, en el Memorial Silvia Mazón celebrado en Gijón, Iván logró el sexto puesto. En junio, en el Campeonato de Euskadi absoluto disputado en Anoeta, Iván, en aquel momento perteneciente al equipo Yooger’s, consiguió el máximo galardón en los 5000 metros con un tiempo de 14:17.80. Un mes después, el atleta vitoriano, se adjudicó la victoria absoluta en el Memorial Juanito González y este triunfo en la prueba de 1500, con una marca de 3:48.60, resultó determinante para su victoria final en la competición. También en julio de ese mismo año, el alavés Iván, sumó su segunda medalla de bronce consecutiva en los Campeonatos de España en la categoría promesa. El fondista ascendió al podio de los 5000 metros en una carrera táctica. La medalla de bronce puso así un excelente colofón a la campaña de pista al aire libre, donde había compaginado con éxito las pruebas de 1500 y 5000 metros. La Federación Española reconoció sus méritos al convocarle para el encuentro nacional sub-23 en Santiago de Compostela ante las selecciones de Francia e Italia. A finales de julio se disputaron en Zaragoza los Juegos de los Pirineos en los que Iván repitió titularidad sobre los 5000 metros en una carrera táctica en la que se limitó a esperar al último hectómetro para imponer su mejor tiempo final en 14:30.06. En octubre, Iván dominó con claridad el cross de Aretxabaleta. La prueba masculina brindó un duelo entre Sánchez y el guipuzcoano de origen marroquí Kamel Ziani. Los favoritos se deshicieron de sus acompañantes cuando restaba una cuarta parte de los 10 kilómetros de recorrido. Al final Iván, se limitó a esperar a los últimos mil metros de carrera, donde progresivamente puso metros por medio.

### Año 1997
Iván comenzó el año con el cambio del equipo Yoogers guipuzcoano que militaba al Alsal cántabro. El 29 de mayo, Iván consiguió batir su marca en 5000 metros en Sevilla, con un tiempo de 13:48.90, siendo segunda marca nacional, sexta de Europa promesa del año y décima marca nacional absoluta del año. Debido al cansancio acumulado en Sevilla, en junio el atleta alavés fue incapaz de seguir el ritmo de Martín Fiz en los 5000 metros en el Memorial Juanito González. Iván Sánchez y Martín Fiz consiguieron parar el crono en los primeros mil metros en un tiempo de 2:48. El mal tiempo impidió a ambos atletas realizar una mejor marca; Fiz afirmó que si no llega a ser por ese condicionante ambos atletas habrían conseguido marcar un tiempo cercano a los 13:45. Iván logró un tiempo de 14:16.20. También en junio se disputó el Campeonato de Álava de atletismo, en el que Iván obtuvo un segundo puesto en los 800 metros. En julio el atleta alavés disputó en la localidad finlandesa de Turku la final de la prueba de 5000 metros en la I edición del Campeonato de Europa de sub-23 consiguiendo la sexta plaza. En el Campeonato de España en julio, Iván obtuvo un resultado de 14:12.24 en los 5000 metros, quedando en quinto puesto y convirtiéndose en el más joven de los finalistas tras una excelente carrera, siempre en cabeza del grupo perseguidor. El 26 de agosto, el atleta alavés compitió en la Universiada de Sicilia en los 5000 metros quedando en decimoprimer lugar. Para finalizar este año repleto de logros, el fondista alavés hizo un notable papel resistiendo al empuje africano hasta los últimos metros de la San Silvestre disputada en Vitoria marcando un crono de 25:39.32 consiguiendo así un merecido cuarto puesto. Iván se vio perjudicado por un resbalón con caída en los primeros kilómetros que le restó fuerzas en la sección final de la carrera.

### Año 1998
En febrero en el Campeonato del País Vasco de Cross Iván realizó una brillante carrera logrando el primer puesto. El 4 de abril, el fondista vitoriano obtuvo el subcampeonato en el Mundial Universitario de Cross que tuvo lugar en Luton, Londres, con doce mil doscientos participantes. Con este magnífico resultado de 38:26 Iván puso el broche final a su participación en la temporada de campo a través ya que era hasta entonces el mejor resultado obtenido en su carrera. En noviembre Iván consiguió el tercer puesto en la Behovia de San Sebastián con un tiempo de 1.02:17. También en noviembre el atleta alavés fue convocado por la selección nacional de fondo para representar a España a nivel absoluto en el maratón por relevos Ekiden 98 en la localidad japonesa de Chiba; esta era su primera participación con la selección española a nivel absoluto. En el Cross Internacional de Llodio los atletas kenianos volvieron a demostrar su superioridad e Iván Sánchez fue de menos a más en la carrera acabando en una meritoria undécima posición con un crono de 32:53. En diciembre el atleta vitoriano se proclamó segundo en el Cross de España de Cueto. Este puesto evidenciaba el buen momento de forma que atravesaba el atleta. También en diciembre el alavés Sánchez realizó una excelente actuación en el Cross Internacional de Venta de Baños, donde terminó en décima posición, por delante de atletas de la talla de Antonio Serrano o José Manuel García. En este mismo mes Iván se adjudicó el Cross de Navidad de Renedo (Cantabria). En la San Silvestre vitoriana el corredor alavés se tuvo que conformar con la octava posición detrás de siete atletas africanos. El gran nivel de estos corredores le privó de haber estado más cerca de la cabeza.

### Año 1999
En este año Iván continuaba corriendo en el equipo cántabro Alsal Juan Herrera. En marzo, logró la sexta plaza en el Campeonato de España Universitario celebrado en tierras cántabras. Este fue un resultado más que aceptable ya que acababa de salir de una lesión y los cinco atletas que le superaron eran internacionales. En abril se impuso en el XIV Trofeo Internacional de Baracaldo en la prueba de 5000 metros con una marca de 13:58.13. Destacó desde el kilómetro dos de carrera junto al keniano Joshua Killy y el madrileño Iván Pérez. Iván Sánchez quedó segundo con un tiempo de 4:28 en la Milla Universitaria de Vitoria, carrera de 1852 metros que representa un examen más táctico que físico. Tan importante es saber colocarse, esperar el momento idóneo para dar el salto como la potencia y la resistencia. En el Campeonato de España Universitario celebrado en Valencia, Iván logró la victoria en los 5000 metros convirtiéndose así en campeón de España. En mayo Iván quedó tercero en 5000 metros en el IV Mitin Atlético de Palafrugell (Gerona) con un registro de 13:54.51, mejor marca del País Vasco de la temporada y logrando así la marca mínima exigida para acudir al Campeonato del Mundo Universitario. En junio el atleta alavés consiguió el bronce en los 3000 metros en el Campeonato de España de Federaciones en Mendizorroza. En julio, el fondista vitoriano fue séptimo en la media maratón del Campeonato de España Universitario celebrado en Mallorca con una marca de 1.05:14. En noviembre en el Cross Internacional de Llodio Iván quedó duodécimo con un tiempo de 29:51 sin embargo acabó muy satisfecho con su actuación aunque no pudo superar el decimoprimer puesto logrado hacía un año. El alavés fue el segundo mejor español en la prueba, lo que le acercaba mucho a la selección del siguiente europeo de cross. Por tanto, en diciembre, el atleta alavés, fue participante con la selección española en el Campeonato de Europa de Cross en Eslovenia, ocupando el puesto cuarenta y tres. En la San Silvestre de Vitoria Iván (ahora perteneciente al equipo Unión Guadalajara) hizo un excelente papel quedando sexto con un tiempo de 22:15, primer corredor alavés clasificado.

### Año 2000
No pudo comenzar mejor el año para Iván que se adjudicó con total autoridad el V Campeonato de Álava-Cross La Blanca en Amurrio. Iván exhibió una superioridad manifiesta desde el momento de la salida para completar sin oposición en un tiempo de 30:21 los 9610 metros de que constaba el trazado. Después de cubrir el primer medio kilómetro del circuito, el atleta alavés distanció a un nutrido grupo de perseguidores y se limitó a mantener una ventaja suficiente para eludir apuros e imponerse con superioridad bajo la meta. También realizó una notable actuación en el XL Cross Internacional Zornotza, en el que alcanzó el puesto décimo sexto siendo el primer español en llegar a la meta. No menos meritoria fue su actuación en el LVII Cross Internacional Memorial Juan Muguerza, en el que obtuvo el puesto décimo tercero con un tiempo de 32:23 ya que a pesar del dominio total de los corredores africanos realizó una carrera inteligente para llegar a la meta entre los más destacados del Memorial. En febrero Iván se proclamó campeón del País Vasco de Cross con un tiempo de 32 minutos en 11 kilómetros. El atleta alavés sumó su tercer título (1997, 1998 y 2000.) También en febrero Iván obtuvo el vigésimo puesto en el Campeonato de España de Cross. En mayo Iván logró un segundo puesto con un tiempo de 47:44 en la carrera Vitoria–Estíbaliz de 15 kilómetros por solo un segundo de diferencia con el ganador Martín Fiz. En julio Iván obtuvo el primer puesto en 5000 metros en los Campeonatos del País Vasco. A finales de este mismo mes Iván se adjudicó de nuevo el primer puesto en el IX Trofeo La Blanca. En agosto el atleta alavés logró un destacado cuarto puesto en el Campeonato de España de medio maratón acabando la carrera en 1h04:23. El buen resultado conseguido le daba opción a correr el Mundial en noviembre y el tercer puesto con un crono de 28:58 en una prueba de 10 kilómetros en Madrid le permitió definitivamente conseguir la clasificación para el Mundial en la localidad mexicana de Veracruz. Finalmente Iván disputó el Mundial de medio maratón y acabó en un cuadragésimo octavo puesto con una marca de 1.8:36, tras haber sufrido un desfondamiento físico en mitad de la carrera debido a la humedad y el calor asfixiante. Para finalizar el año Iván participó en la San Silvestre Vitoriana en la que por segundo año consecutivo el dominio de los atletas kenianos quedó de manifiesto y en la que Iván consiguió un merecido cuarto puesto siendo el primer español en llegar a la meta.

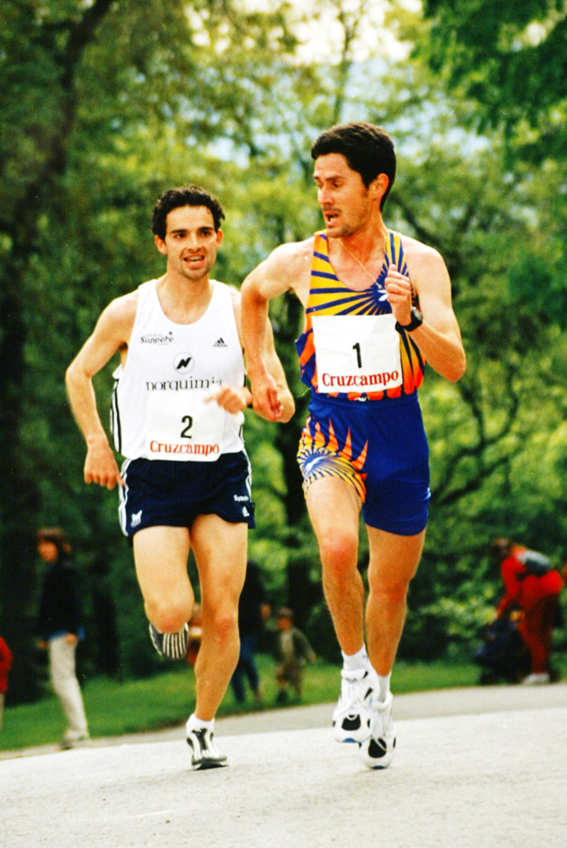
Iván Sánchez y Martín Fiz en la Carrera Vitoria-Estíbaliz.

### Año 2001
En enero Iván que ya competía en el Norquimia-Sapporo revalidó su título en el Campeonato de Álava de Cross con un tiempo de 30:53 con el que cubrió los 9500 metros de trazado. Este triunfo le daba la moral suficiente para afrontar el saturado calendario de carreras con el fin de prepararse para los Campeonatos del País Vasco y de España. En el Campeonato de Cantabria de Cross por clubes el atleta vitoriano realizó una gran carrera finalizando en la tercera posición, siendo el primer hombre en puntuar de su club, el Norquimia-Sapporo, y obteniendo el título autonómico por equipos. En febrero Iván revalidó su título en la 37ª edición del Campeonato del País Vasco de Cross con un tiempo de 36:09, siendo esta la cuarta ocasión que conseguía hacerse con el triunfo. En este mismo mes, Iván se clasificó decimocuarto en el Campeonato de España de Clubes tras una gran carrera. En marzo el atleta alavés se proclamó vencedor en la 2ª edición de la Carrera Popular Arceniega Memorial Igor Cagigas reivindicando su categoría con un triunfo autoritario en un tiempo de 22:56 para completar el circuito de 22,56 kilómetros. También en marzo el fondista alavés obtuvo un excelente tercer puesto en el medio maratón de Miranda de Ebro. El mérito del corredor se encontraba tanto en la clasificación como en la entidad de sus rivales, ya que tuvo que medirse con el entonces Campeón del Mundo, Abel Antón, que obtuvo la victoria final. A finales de marzo, Iván se proclamó campeón del País Vasco de fondo en los Autonómicos de esta especialidad celebrados en la pista de Baracaldo. El atleta vitoriano terminó la prueba con su mejor marca personal, tras recorrer los 10000 metros de los que constaba la carrera en un tiempo de 29:26.27. Ya en abril, el alavés, logró la victoria en la III Carrera Popular de los Paseos de Vitoria. Invirtió un tiempo de 22:34 para completar los 8800 metros de carrera. En mayo, Iván quedó tan solo un segundo por detrás de su compañero de entrenamiento Martín Fiz, tras un apretado final, en la Carrera Vitoria-Estíbaliz. La prueba se desarrolló a lo largo de un recorrido de 15 kilómetros que Iván logró cubrir en 47:44. A finales de mayo Iván participó en la I Carrera Popular “Juntas Generales de Álava”, consiguiendo el triunfo en un tiempo de 32:40 ya que desde los primeros kilómetros tomó el mando de la carrera que consistió en 10100 metros sobre pisos asfaltados y de tierra. En junio, Iván rebajó el récord de los 3000 metros en 2 segundos y estableció una nueva marca de 8:27.07 en la X Edición del Trofeo la Blanca-Memorial Igor Cagigas. En noviembre, en el XVIII Cross Internacional de Llodio fue el atleta alavés más destacado ya que acabó con un meritorio vigésimo sexto puesto pese a no estar en su mejor momento de forma. Sin embargo, en diciembre en un solo fin de semana Iván participó en dos carreras, en las que pudo demostrar el nivel que atesoraba. El sábado tomó parte en el Cross España Cueto y acabó en segunda posición. El domingo, se impuso en Santander en la Carrera Urbana Vodafone en un recorrido de 5 kilómetros. Para despedir un año repleto de éxitos, en la San Silvestre vitoriana Iván heredó con todos los honores el trono de su amigo y compañero de entrenamientos Martín Fiz, llegando primero en un tiempo de 22:19 realizado en una distancia de 8 kilómetros.

### Año 2002
El año no pudo comenzar mejor para el atleta alavés ya que finalizó la prueba del XL Cross Internacional de Zornotza en decimosexto lugar, en un tiempo de 34:48 siendo el mejor atleta vasco en uno de los mejores circuitos del calendario internacional. También en enero el medio fondista se impuso en el Campeonato Regional de Clubes de Cantabria con total autoridad a rivales muy cualificados. En este mismo mes, Iván Sánchez logró un cómodo triunfo en el Cross La Blanca, valedero para el Campeonato de Álava de la especialidad. Iván invirtió un tiempo de 32:46 en los 9900 metros de la prueba. En el Campeonato de Álava de Cross, el atleta alavés fue el claro dominador de la carrera que constaba de 10 kilómetros y la realizó en 32:46. En febrero, Iván revalidó el título con absoluta autoridad en la 37ª edición del Campeonato del País Vasco de Cross en un tiempo de 33:27. En el Campeonato de España de campo a través, Iván quedó en el puesto decimocuarto. En marzo, Iván se hizo con el título en los Campeonatos del País Vasco de Cross en un tiempo de 12:31, convirtiéndose en el gran dominador de estos Campeonatos. En los Campeonatos de España de Cross Iván quedó en séptimo puesto con un tiempo 37:18, y aunque había realizado una gran carrera afirmó que le faltó un poquito de fuerza en los últimos 400 metros, sin embargo había cumplido uno de sus objetivos que era mejorar el octavo puesto del año pasado. Días después tantos esfuerzos se vieron recompensados cuando Iván fue convocado para representar a España en el Mundial de Cross de Dublín, culminando así el objetivo más importante de la temporada. En el Mundial, Iván rindió como se esperaba de él, llegando en el puesto cincuenta y uno, en un tiempo de 37:10 no decepcionó, ya que en su primer Mundial cumplió con creces los objetivos que se había marcado, pretendía adquirir experiencia en este tipo de pruebas y hacerse fuerte psicológicamente puesto que competía con los mejores atletas del mundo. En abril, Iván participó en el Mundial Universitario de Cross en Santiago de Compostela, y fue el primer español, completando una excelente carrera, quedando en cuarto lugar con un tiempo de 35:15. Iván continuaba acumulando éxitos en su palmarés. El atleta vitoriano, que ese año estaba cuajando una de sus mejores temporadas, se alzó con la victoria en la IV Carrera Popular de los Paseos y repitió de esta manera la victoria de la edición anterior en la que también había resultado vencedor. El fondista del Norquimia Sapporo aventajó en tres segundos a Martín Fiz en un trepidante final de carrera, venciendo con un tiempo de 22:39. En mayo, en la 26ª Edición del Cross de la Zona Minera, Iván corrió con Fiz los dos últimos kilómetros habiendo descartado a los demás rivales, y a partir de ese momento Fiz impuso su experiencia, superando a su compañero de escapada Iván, que con una diferencia de dos segundos quedó en segundo lugar con un tiempo de 25:58. El atleta vitoriano, participó a finales de mayo en el II Premio Internacional Villa de Bilbao de atletismo, realizando una carrera a muy buen nivel, logrando el cuarto puesto en la prueba de los 5000 metros en un tiempo de 13:57. En junio, Iván consiguió un tiempo de 29:05 en los 10000 metros en el Campeonato de España en Baracaldo. A finales de año, Iván participó en la San Silvestre vitoriana como venía haciendo en los años anteriores. Esta vez no pudo revalidar el triunfo que consiguió en 2001, ya que los atletas africanos llegaron dispuestos a llevarse la victoria. Iván que era consciente de la dificultad de competir con los mejores atletas africanos del momento consiguió el cuarto puesto con un tiempo de 24:50.

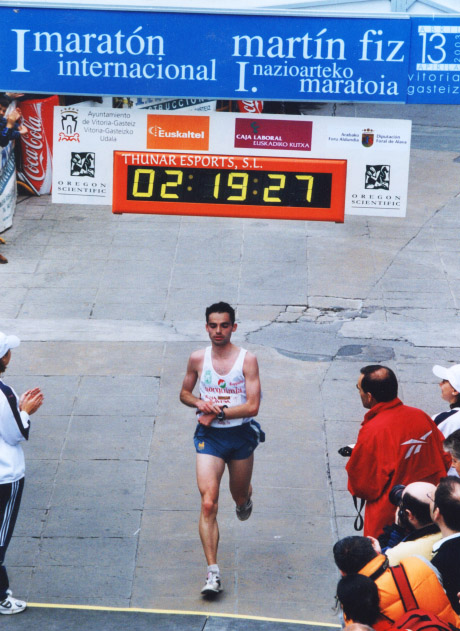
Iván Sánchez en el I Maratón Internacional Martín Fiz.

### Año 2003
A primeros de año, Iván volvió a demostrar que su preparación iba por el buen camino ya que en la 4ª Edición de Cross Internacional de San Sebastián quedó en décimo lugar con un crono de 33:32. Los primeros puestos fueron para los atletas africanos manteniendo la tradición. En febrero, Iván ganó la 2ª edición del Campeonato del País Vasco de Cross Corto con un tiempo de 13:20, de esta manera confirmó su buena forma, revalidando el título que consiguió el año anterior. En este mismo mes, Iván también logró la victoria en los Campeonatos del País Vasco de Cross Largo, de esta manera Iván consiguió su sexto triunfo en estos campeonatos con un tiempo de 37:15 en una distancia de 11430 metros. En marzo, Iván logró el octavo puesto en el Campeonato de España de Cross Largo. En este mismo mes, Iván disputó el XXII Cross de San José en Villasana, carrera en la que no tuvo problemas para lograr el primer puesto, al tiempo que estableció un nuevo récord de la prueba al recorrer los 9300 metros en un tiempo de 27:26. En abril, Iván añadió una vez más un éxito a su extenso palmarés y repitió victoria en la Carrera de los Paseos. El fondista certificó su superioridad imponiéndose en la meta a Martín Fiz por solo tres segundos con un tiempo de 23:45. En el I Maratón InternacionalMartín Fiz, Iván protagonizó la gran sorpresa ya que ejerció de liebre hasta el kilómetro 25 en su primer maratón y completó una espectacular carrera para terminar en un espléndido quinto lugar con un tiempo de 2.19:28 y después de haber corrido apenas 18 horas antes 10 kilómetros en Laredo. En junio, Iván ya se había planteado la preparación de una disciplina como el medio maratón y en la disputa del VIII Medio Maratón de Albacete repleto de especialistas africanos, el fondista alavés logró la novena posición. Iván fue el quinto atleta nacional con una marca de 1.05:45. En julio, en el III Memorial Igor Cagigas, Iván en los 3000 metros metros lisos no tuvo rival, su tiempo de 8:21.82 supuso un nuevo récord. En los Campeonatos de España por Federaciones de Primera División el atleta alavés se hizo con el segundo puesto en los 5000 metros cubriendo la distancia en un tiempo de 14:04.92, lo que suponía su mejor marca de la temporada. En agosto, Iván consiguió un nuevo mérito en su carrera deportiva al hacerse con un meritorio tercer puesto en la Universiada de Coreaen el medio maratón en un tiempo de 1.05:29. En septiembre, Iván cerró una temporada notable con el triunfo en el Campeonato Iberoamericano celebrado en Buenos Aires. Iván realizó los 18 kilómetros en un tiempo de 55:18. Y ya en octubre Iván realizó el último esfuerzo de la temporada, cuando fue convocado a última hora para participar con la selección española en el Mundial de Medio Maratón en Portugal. Una semana es muy poco tiempo para la recuperación del esfuerzo después de un medio maratón, e Iván aun así se clasificó el cuarenta y cinco, en un tiempo de 1.05:20, una buena marca, pero alejada de lo que podía dar de si en su mejor momento. Ya en noviembre, Iván Sánchez, se clasificó en la trigésima posición en el Cross de Soria. En diciembre, en el Cross Internacional de Llodio, Iván se clasificó en el puesto veintidós. El valor de esta posición reside en el hecho de que esta prueba reúne a algunos de los mejores especialistas mundiales en el campo a través. En la San Silvestre de Vitoria, Iván logró el segundo puesto en un tiempo de 24:30, más que meritorio, debido a la presencia de los atletas africanos exhibiendo su superioridad.

### Año 2004
En enero Iván disputó el Cross de Zornotza logrando el puesto diecisiete con un tiempo de 34:27. En febrero, el atleta alavés quedó tercero en el Campeonato del País Vasco con un tiempo de 40:01. A finales de febrero, el fondista alavés renunció a su convocatoria con la selección del País Vasco para el Campeonato de España debido a una rotura de fibras que arrastraba desde su participación en el Campeonato del País Vasco. En abril, Iván ya recuperado de su lesión, volvió a ganar la Carrera de los Paseos, con esta ya se alzaba con el triunfo de cuatro ediciones. Iván llegó a la meta en un tiempo de 22:16. En junio, el atleta vitoriano volvió a demostrar su superioridad imponiéndose en el III Herri Krosa con un tiempo de 20:11. En julio, Iván logró el octavo puesto en el XIII Campeonato de España de Medio Maratón. En agosto, el atleta alavés venció en la VIII Edición de la carrera de la Aste Nagusia, con un tiempo de 17:25. En diciembre, el fondista vitoriano logró imponerse en la VII Edición del Cross Ikasberri, llegando a la meta en un tiempo de 33:21.

## Récords
| Campeonato                                     | Fecha                   | Especialidad de Pista | Tiempo    | Récord                        |
| ---------------------------------------------- | ----------------------- | --------------------- | --------- | ----------------------------- |
| 2.º Final del Cto. España de Clubes Junior     | 5 de junio de 1994      | 1500 metros           | 3:54'57"  | Récord de Álava Junior        |
| 2.º Junior XI Trofeo Ayuntamiento de Baracaldo | 1995                    | 10 000 metros         | 30:25'12" | Récord del País Vasco Junior  |
| 1.º Promesa Cto. Del País Vasco P. Cubierta    | 18 de febrero de 1995   | 3000 metros           | 8:21'41"  | Récord de Álava Promesa       |
| X Carrera Vitoria-Estíbaliz                    | 7 de mayo de 1995       |                       |           | Récord de la prueba           |
| San Sebastián                                  | 8 de febrero de 1997    | 3000 metros           | 8:09'2"   | Récord de Álava Promesa       |
| 4.º Meeting Internacional de Baracaldo         | 5 de abril de 1997      | 5000 metros           | 13:58'68" | Récord del País Vasco Promesa |
| 8.º Gran Premio Internacional de Sevilla       | 29 de mayo de 1997      | 5000 metros           | 13:48'90" | Récord del País Vasco Promesa |
| 5.º Meeting de Andújar                         | 3 de septiembre de 1997 | 3000 metros           | 8:06'37"  | Récord del País Vasco Promesa |

### Mejores marcas personales
| Especialidad de Pista | Marca     | Lugar         | Año  |
| --------------------- | --------- | ------------- | ---- |
| 5000 metros:          | 13:48'90" | Sevilla       | 1997 |
| 10 000 metros:        | 29:05'    | Baracaldo     | 2002 |
| Medio maratón:        | 1.03:31'  | South Shields | 1998 |
| Maratón:              | 2.19:28'  | Vitoria       | 2003 |

## Universidad
Durante toda su vida profesional ha compaginado su carrera como deportista de alto rendimiento con su formación académica. Tal y como él indicó en una entrevista para la publicación Kirolak, siempre tuvo presente otras motivaciones aparte del deporte, ya que siempre fue consciente de que tenía que seguir cultivándose y actualizando sus conocimientos, ya que si dejase los estudios, una vez finalizara su vida deportiva, sus conocimientos quedarían obsoletos. En el Instituto Vasco de Educación Física (IVEF) de la Universidad del País Vasco se licenció en Ciencias de las Actividades Físicas y el Deporte en 1999 y a su vez en 1998 comenzó los estudios de Ciencias Empresariales en la Universidad del País Vasco diplomándose en el año 2002. En ese mismo año estudió un Máster en Administración y Dirección del Deporte en el Instituto Universitario Olímpico de Ciencias del Deporte (IUOCD) dependiente de la Universidad Complutense de Madrid (UCM) y el Comité Olímpico Español (COE). Durante toda su carrera como deportista de élite estuvo buscando la fórmula que le permitiera seguir entrenando y continuar adelante con su preparación académica, sin embargo nunca recibió ningún tipo de beca de ayuda económica por competir por la UPV/EHU y los profesores en algunas ocasiones tampoco colaboraban ya que no permitían cambiar fechas de exámenes, etc.

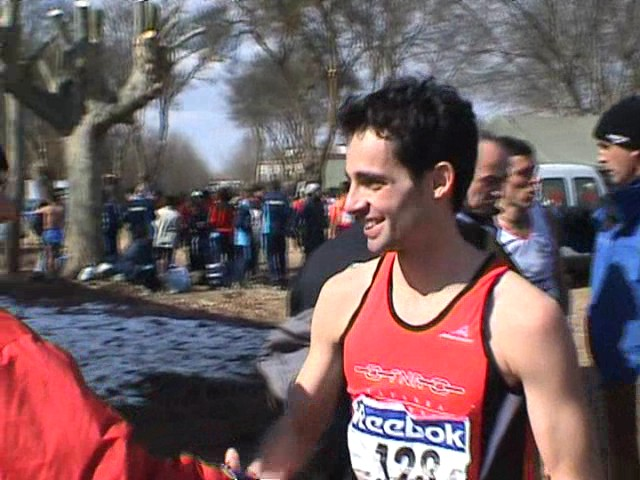
Retirada Iván Sánchez 27-02-2005.

## Retirada deportiva
Iván Sánchez anunció su retirada para el 27 de febrero de 2005 después del Campeonato de España de Cross Individual. El 27 de febrero, el atleta cumpliría 30 años, y diría adiós al atletismo después de catorce años entre los mejores de este deporte. En una entrevista realizada por Nacho Pernía para el periódico El Correo, el alavés explicó que esta fecha tenía un significado especial para él, ya que a los 30 años es una edad en la que la gente se plantea muchas cosas, y él pensó que correr no le compensaba como actividad principal ya que hay muchas otras cosas en la vida. Pese a haber llegado a un nivel internacional eso no le permitía económicamente conseguir sus aspiraciones, y por lo tanto cada vez tenía menos motivaciones.
Llegado el día, el Campeonato de España de Cross asistió a la despedida oficial de Iván Sánchez. El día de su 30 cumpleaños el atleta alavés decía adiós a su carrera deportiva rodeado de familiares y amigos en una jornada que no dudó en calificar de especial por dos motivos: por un lado su puesto en la clasificación, vigésimo segundo, le permitió ser el segundo atleta en meta de la selección del País Vasco y por otro lado la sorpresa de ver a sus amigos y familiares en Toro. Según indicó Iván en la entrevista al periódico El Correo, sus numerosos títulos e internacionalidades tienen una dedicación especial: “Aparte de mi padre, que fue mi primer entrenador, tengo que dar las gracias a Marta Redondo, que tan buen trabajo está haciendo en el Judizmendi. Víctor Clemente ha sido hasta hace cuatro años mi preparador y es como mi segundo padre. Hemos vivido muchas cosas juntos y todavía le pido consejos. Mantenemos una gran relación. El último ha sido Martín Fiz, un paso natural en mi carrera y del que he aprendido mucho. Se ha quedado un poco triste porque no ha conseguido que me pasara al maratón”.

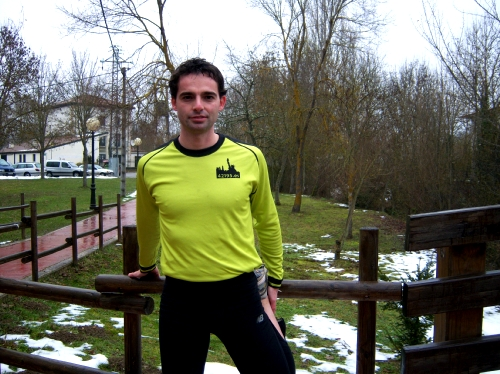
Iván Sánchez vistiendo la camiseta del equipo 42195.

## Pos-retiro
Los estudios de Ciencias Empresariales complementaban la formación recibida en IVEF con el objetivo de dedicarse a la gestión deportiva. En 2006, se trasladó a Málaga durante un año para realizar un Máster en Gestión y Dirección de Campos de Golf en EADE (Escuela Autónoma de Dirección de Empresas). Allí continuó participando en algunas carreras populares hasta que en 2007 abandonó por completo el atletismo por motivos profesionales y personales. Según una entrevista realizada por Pedro Gale para la revista Corricolari, no descarta volver a correr si es como popular, ya que comenta Iván: “…un grupo de amigos ha hecho una agrupación informal bajo el nombre de 42195, y tiene mucha vidilla corriendo aquí y allí”. A partir de septiembre de 2008 comenzó a trabajar como gestor, organizador y administrador para el grupo Baskonia en la Ciudad Deportiva Baskonia (BAKH) en Vitoria.